# Enargia imbuta
Enargia imbuta là một loài bướm đêm trong họ Noctuidae.